# Drillärka
Drillärka (Mirafra javanica) är en fågel i familjen lärkor inom ordningen tättingar.

## Kännetecken

### Utseende
Drillärkan är en liten (14 cm) och kompakt ljusbrun fågel med relativt kraftig näbb och rostfärgad inslag på vingen. Jämfört med andra lärkor i släktet Mirafra har den endast lite streckning på bröstet begränsat till sidorna och vingarna är inte lika roströda. På huvudet syns ett relativt distinkt ögonbrynsstreck som typiskt sträcker sig prydligt runt kinden. Färgsättningen kan variera geografiskt, från mörkt gråbrun och fylligt rostbrun till ljust sandfärgad. Mängden streckning på bröstet varierar också. Arten är lik indisk lärka, men har vita yttre stjärtpennor och verkar knubbigare och generellt mer färglös. Den har kraftigare näbb men är mindre än sånglärka och mindre sånglärka samt är vidare mer mörkstreckad på ryggen. 

### Läte
Drillärkan har en mer varierad sång än andra Mirafra-lärkor, påminnande om sånglärkor med spelflykt på hög höjd. Den innehåller visslingar, drillar, metalliska toner, sträva ljud och ibland även härmningar av andra fåglar. Vid uppflog hörs ett ljudligt tjippande läte.

## Utbredning och systematik
Drillärkan har en mycket vid utbredning i både Afrika, Asien och Australien. Den delas in i hela 20 underarter med följande utbredning:
- cantillans-gruppen
  - Mirafra cantillans marginata – förekommer i södra Sudan, östra Uganda, norra och sydöstra Etiopien, Eritrea, Somalia, västra Kenya och nordöstra Tanzania
  - Mirafra cantillans chadensis – förekommer från Senegal och Mali till Sudan och västra Etiopien
  - Mirafra cantillans simplex – förekommer på västra Arabiska halvön, i allra sydvästligaste Saudiarabien, västra Jemen och södra Oman[4]
  - Mirafra cantillans cantillans – förekommer i norra Indien
- javanica-gruppen
  - Mirafra javanica williamsoni – lokalt i södra Kina, Myanmar, Thailand, Indokina och södra Vietnam
  - Mirafra javanica philippinensis – norra Filippinerna (Luzon och Mindoro)
  - Mirafra javanica mindanensis – södra Filippinerna (Mindanao)
  - Mirafra javanica javanica – södra Borneo, Java och Bali
  - Mirafra javanica parva – Små Sundaöarna (Lombok, Sumbawa, Sumba och Flores)
  - Mirafra javanica timorensis – östra Små Sundaöarna (Sawu och Timor)
  - Mirafra javanica aliena – norra, nordöstra och södra Nya Guinea
  - Mirafra javanica woodwardi – nordvästligaste Western Australia
  - Mirafra javanica. halli – norra Western Australia
  - Mirafra javanica forresti– nordöstra Western Australia
  - Mirafra javanica melvillensis – Melville och Bathurst (Northern Territory)
  - Mirafra javanica soderbergi – i Northern Territory
  - Mirafra javanica rufescens – Northern Territory till nordvästra Queensland och nordöstra South Australia
  - Mirafra javanica athertonensis – nordöstra Queensland (högplatåerna Atherton och Evelyn)
  - Mirafra javanica horsfieldii – sydöstra South Australia
  - Mirafra javanica secunda – södra South Australia

Tidigare behandlades de båda underartsgrupperna som skilda arter, sångbusklärka (M. cantillans) respektive australisk lärka (M. javanica). Sångbusklärkan införlivades dock i javanica 2016 av BirdLife International på basis av DNA-studier som visar att de är mycket nära släkt  samt små skillnader i sång. Tongivande eBird/Clements följde efter 2022 och International Ornithological Congress 2023. Svenska BirdLife Sveriges taxonomikommitté tilldelade den sammanslagna arten det nya namnet drillärka. 

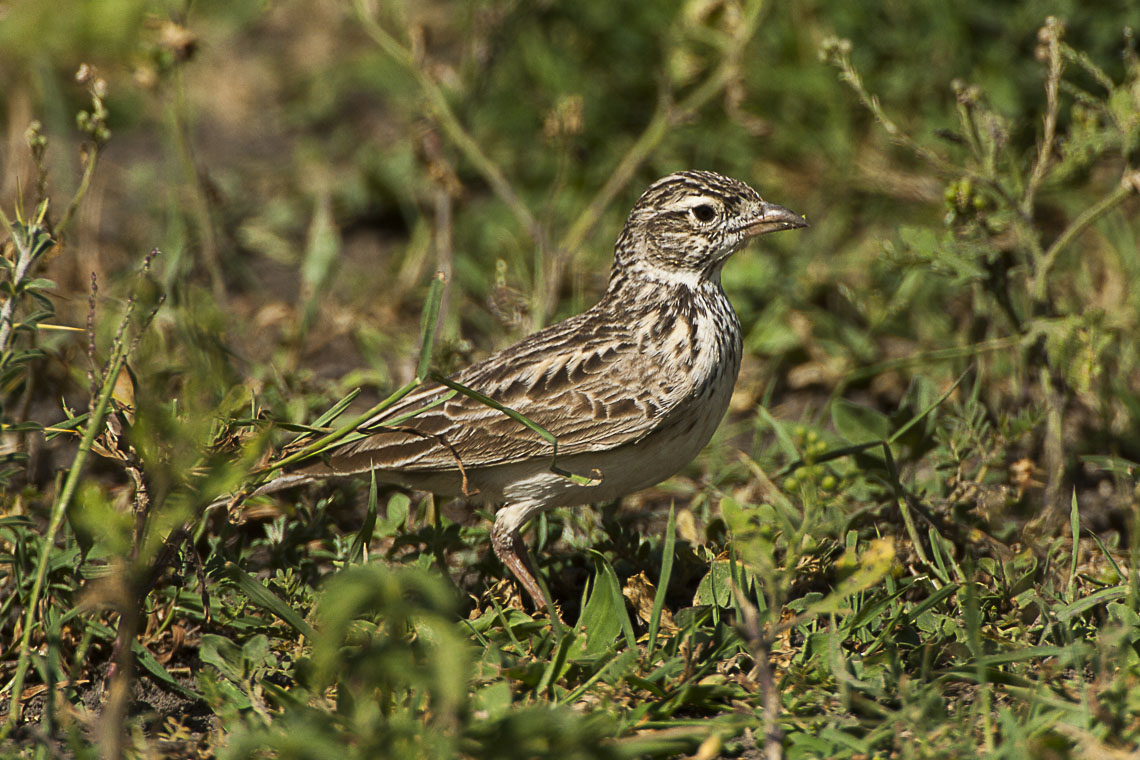
Drillärka i Tanzania.

## Levnadssätt
Fågeln förekommer i öppet och torrt busklandskap, odlingbygd i träda samt gräsmarker. I Nepal förekommer den mellan 200 och 350 meters höjd, där den födosöker på marken efter frön och insekter. Den kan då vara svår att upptäcka förrän man nästan trampar på den. Den häckar mellan mars och september och lägger två till fyra grön- eller gråaktiga ägg. Sången levereras häckningstid från en synlig sittplats eller i flykten.

## Status
Arten har ett mycket stort utbredningsområde och beståndet anses vara stabilt. Internationella naturvårdsunionen IUCN listar den därför som livskraftig (LC).